# Régat
Régat – miejscowość i gmina we Francji, w regionie Oksytania, w departamencie Ariège.
Według danych na rok 1990 gminę zamieszkiwało 56 osób, a gęstość zaludnienia wynosiła 26 osób/km² (wśród 3020 gmin regionu Midi-Pyrénées Régat plasuje się na 1007. miejscu pod względem liczby ludności, natomiast pod względem powierzchni na miejscu 1708.).